# Danakilska pustinja
Danakilska pustinja se nalazi između Etiopije i Eritreje. 
Ova pustinja je najvruća regija na Zemlji gdje temperatura prelazi 60 stupnjeva Celzijevih. Nalazi se u Afarskoj depresiji. Pustinja je nastala kao presušeni rukavac Crvenog mora, te je jedno od najaktivnih vulkanskih područja na svijetu. Poznati su vulkani Erta Ale i Dabbahu.
Usprkos tomu ondje živi 130.000 stanovnika. Oni su većinom pripadnici naroda Afara i Tigré koji su kopali i vadili sol i zatim je karavanama vozili na prodaju.
Poznati pripadnik danakilske faune je afrički divlji magarac (Equus africanus).